# Sticherus milnei
Sticherus milnei là một loài dương xỉ trong họ Gleicheniaceae. Loài này được Baker Ching mô tả khoa học đầu tiên năm 1940.